# 最後の鑑定人
『最後の鑑定人』（さいごのかんていにん）は、岩井圭也による小説。2022年7月29日にKADOKAWAから単行本が刊行され、2025年6月17日に角川文庫から文庫本が刊行された。
2025年7月からフジテレビ系列にてテレビドラマが放送中。

## 書誌情報
- 岩井圭也『最後の鑑定人』
  - 単行本：2022年7月29日発売[書誌 1]、KADOKAWA、ISBN 978-4-041-11167-3
  - 文庫本：2025年6月17日発売[書誌 2]、角川文庫、ISBN 978-4-041-16118-0

## テレビドラマ
2025年7月9日からフジテレビ系「水曜22時枠」にて放送中。主演は藤木直人。

### キャスト

#### 主要人物
土門誠（どもん まこと）
演 - 藤木直人
土門鑑定所を運営する鑑定人。かつては科捜研に所属していた。
高倉柊子（たかくら しゅうこ）
演 - 白石麻衣
土門鑑定所で働く研究員。人の嘘を見抜くのが得意。

#### 周辺人物
相田直樹（あいだ なおき）
演 - 迫田孝也
弁護士。墨田法律事務所所属。優しくて人当たりがいい性格。
都丸勇人（とまる ゆうと）
演 - 中沢元紀
神奈川県警捜査一課の刑事。
三浦耕太郎（みうら こうたろう）
演 - 阿部亮平
神奈川県警捜査一課の係長。
尾藤宏香
演 - 松雪泰子
科警研法科学部 副部長。土門の元妻。
嵐山信幸（あらしやま のぶゆき）
演 - 栗原類
科警研 研究官。尾藤の助手。

#### ゲスト

##### 第1話
渡部紀明
演 - 葉山奨之
矢野巧の友人。12年前の佐伯質店強盗殺人事件の被疑者として聴取される。
大将
演 - 芝崎昇
居酒屋「すみれ」大将。佐伯質店強盗殺人事件被害者夫婦の息子。
矢野巧〈当時28〉
演 - 秋本海也
海から引き揚げられた車の中から見つかった白骨遺体の人物。12年前、八王子の建設現場から資材を盗み、執行猶予付き懲役2年の判決を受けていた。
中山琴美
演 - MAAKIII
矢野巧の元恋人。
宅間
演 - 奥平祐介
矢野巧の友人。5年前、交通事故で死亡している。
公園の人々
演 - もりももこ（役：主婦）、村越亮太（役：会社員）、安藤馳隼（役：子ども）、長谷川夏海（役：子どもの母）、太田結乃（役：少女）、松尾隆成（役：カップルの男性）
公園で高倉に観察される人たち。
幸樹、幸樹の母
演 - 近江晃成、森光晴来
公園で土門に話しかける子どもとその母。

鑑識
演 - ごうきち（第5話・第6話）

一課長
演 - 加賀谷圭

川村浩一郎、川村美奈子
演 - 市川兵衛、高沢ふうこ
佐伯質店強盗殺人事件の被害者の店主夫妻。
捜査員
演 - 中西晶、鶴町憲

##### 第2話
戸部佐枝子〈34〉
演 - 恒松祐里
庸三の妻。元モデル。夫の殺人罪で起訴されるが、夫から殺人を依頼された承諾殺人だ、と主張する。
戸部一美
演 - 菅野莉央
庸三の一人娘。マニラで国際支援系のNPO団体の代表をしている。佐枝子との結婚には反対していた、と週刊誌に書かれている。父からは仕事を認めてもらえず、あまりいい関係ではなかった。
榊龍一
演 - 須田邦裕
科学捜査研究所 職員。科捜研時代の土門の後輩。
戸部庸三〈79〉
演 - 中村シユン
銃殺された資産家。佐枝子の夫。認知症を患っていた。
米山茂雄
演 - 杉本凌士
戸部佐枝子被告を担当する検察官。
片岡恭子
演 - 玉井らん
佐枝子の友人。幼い頃に両親を亡くし、同じ境遇の佐枝子と児童養護施設で知り合った。
飯塚
演 - 山本東
戸部冴子被告裁判の裁判官。
横田
演 - 廣澤恵
戸部家に10年勤めているハウスキーパー。佐枝子は献身的に庸三の介護をしていた、と高倉に話す。
アナウンサー
声 - 斉藤舞子（フジテレビアナウンサー）
テレビで戸部佐枝子が殺人罪で起訴されたニュースを報じるアナウンサー。

##### 第3話
黒瀬達夫
演 - 片桐仁
ホアンが技能実習生として働いている縫製工場「太陽ソーイング」の社長。
ホアン・ヴァン・ギア〈26〉
演 - 井阪郁巳
4年前から太陽ソーイング 小田原工場で働いているベトナム人技能実習生。小田原市郊外の自身も含め実習生5人が住む住宅に放火し、自ら119番通報し逮捕される。しかし完全黙秘しており、動機も不明。
ホアン・ヴァン・ミン〈23〉
演 - 唐木俊輔
ホアンの弟。兄と共に4年前から太陽ソーイングで働いている。放火事件の際は留守にしていた。
おばちゃん
演 - 蓬萊照子
太陽ソーイングの近くにある「福永商店」の店主。ホアンが作ってくれたエプロンをつけている。
絵梨子
演 - 高嶋菜七
柊子の幼馴染で親友。悩みがあったようだが、何も語らぬまま栃木県立宮垣中央高等学校の屋上から投身自殺した。
刑事
演 - 当來庵
ホアンを取り調べる刑事。
裁判官
演 - 森下じんせい
ホアンの事件を担当する裁判官。
検察官
演 - 高木トモユキ
ホアンの事件を担当する検事。
通訳
演 - 原啓太
ベトナム語通訳。
技能実習生
演 - BUIDUYTHONG、VU VAN HUNG、Fern.M
太陽ソーイングで働き、ホアンやミンと共同生活している外国人技能実習生。
男
演 - 福吉寿雄
技能実習生たちの住んでいる住宅の前で黒瀬と共に何かを運んでいるのを、福永商店のおばちゃんに目撃されたガラの悪い男。

##### 第4話
西村葉留佳
演 - 佐藤めぐみ（第3話）
元警視庁捜査一課 刑事。7年前、土門と共に連続通り魔事件の捜査をしていたが、真鍋を誤認逮捕したことで警察を辞めている。その後は蒲田の社会福祉法人「さえずり」で働いていたが、突然自殺する。
戸木隼人
演 - 西垣匠
「都築モータース」の従業員。生活安全課時代の葉留佳に世話になっていた。
西村民代
演 - 渡辺杉枝
葉留佳の母。娘がなぜ自殺したのか知りたい、と土門を訪ねてくる。
真鍋
演 - 田鍋謙一郎
ホームレス。連続通り魔事件の被疑者。最初は犯行を認めていたが、後に否認し釈放された。
望月
演 - 佐藤友紀
葉留佳が働いていた社会福祉法人「さえずり」の代表。
飯尾
演 - 数ヒロキ
生活安全課 刑事。西村葉留佳の元同僚。
相馬伊織〈15〉
演 - 小林空叶
「さえずり」の入所者。7年前に父が死に、母は心身耗弱状態で入院したため、2ヶ月前に「さえずり」に入所した。
相馬和正
演 - 大川敦司
伊織の父。7年前の連続通り魔事件で死亡した被害者。
刑事課長、捜査員
演 - 中西哲也、増田雄二
7年前の連続通り魔事件捜査本部。
少年
演 - 加部亜門、蟻浪航
生活安全課時代の西村葉留佳によく注意を受けていた不良少年たち。
戸木隼人の妻子
演 - 志武明日香、山下碧
妻は第2子を妊娠中。
職員
演 - 湊川えみ
社会福祉法人「さえずり」の職員。

##### 第5話
室田誠治
演 - 佐野岳
仮想通貨関連企業の社長。所轄時代の都丸が薬物使用容疑で捜査していた。
糸川翠〈25〉
演 - 池田朱那
江碕川で水死体で見つかった女性。2年前、薬物使用容疑で都丸に事情聴取されている。
麦倉功太
演 - 堀丞
室田の部下。
藤田
演 - 大西武志
神奈川県警 捜査一課長。
仲居
演 - 梨子
温泉旅館「玄静楼」の仲居。
刑事
演 - 安田啓人
所轄時代の都丸の相棒刑事。

##### 第6話
加賀正之
演 - 佐戸井けん太
定年間近の科学捜査研究所の所長。神奈川県秦野の山中で見つかったバラバラ白骨遺体の鑑定を尾藤に、遺体発見現場の検証を土門にそれぞれ依頼する。
下山佳世子〈42〉
演 - 森脇英理子
茨城県土浦市に住む征介の妻。夫は以前も女性の家に長期滞在していたことがあるため、失踪届を出していなかった、と供述する。
下山征介〈46〉
演 - 井上象策
秦野の山中で見つかった白骨遺体の男性と思われる人物。5年前に傷害事件をおこしている。3年前、会社を無断欠勤し、そのまま失踪している。
下山希美
演 - 小井圡菫玲
佳世子と征介の娘。
男性
演 - Brandon Francis
尾藤をヘッドハントしているイギリスの「Centre of Forensic Science」のスタッフ。

### スタッフ
- 原作 - 岩井圭也[1]
- 脚本 - 及川拓郎、山崎太基、北浦勝大、青塚美穂[1]、紗嶋涼
- 音楽 - 橘麻美[48]
- 主題歌 - 矢沢永吉「真実」（Z+MUSIC / UNIVERSAL SIGMA）[49]
- 演出 - 水田成英（FCC）、谷村政樹、清矢明子[1]、宮木正悟
- プロデューサー - 石原未菜、宮木正悟、郷田悠（FCC）[1]
- プロデュース協力 - 渡辺良介（大映テレビ）[1]
- 協力プロデュース - 大瀬花恵（FCC）
- 制作協力 - FCC[1]
- 制作著作 - フジテレビ[1]

### 放送日程
| 話数  | 放送日  | サブタイトル                             | 脚本            | 演出     | 視聴率 |
| ----- | ------- | ---------------------------------------- | --------------- | -------- | ------ |
| 第1話 | 7月09日 | 藤木×白石クセ強バディが未解決事件に挑む  | 及川拓郎        | 水田成英 | 5.0％  |
| 第2話 | 7月16日 | 遺産目当ての殺人か承諾殺人か? 銃声の謎   | 及川拓郎        | 谷村政樹 |        |
| 第3話 | 7月23日 | 放火事件の真実に迫る! 高倉の過去と後悔…  | 山崎太基        | 清矢明子 |        |
| 第4話 | 7月30日 | 土門の過去が明らかに…科捜研を辞めた理由  | 北浦勝大        | 水田成英 |        |
| 第5話 | 8月06日 | 事故死か? 他殺か? 水死体と都丸刑事の後悔 | 青塚美穂 紗嶋涼 | 宮木正悟 |        |
| 第6話 | 8月13日 | バラバラ白骨遺体の謎…土門尾藤の合同捜査  | 及川拓郎        | 谷村政樹 |        |
| 第7話 | 8月20日 | DNA鑑定を覆せ! 土門は冤罪を防げるか?     | 山崎太基        | 清矢明子 |        |

- 第2話は『特別編集版「鬼滅の刃」』放送の影響で20分遅れて22時20分-23時14分の放送。

| フジテレビ系列 水曜10時枠の連続ドラマ   | フジテレビ系列 水曜10時枠の連続ドラマ | フジテレビ系列 水曜10時枠の連続ドラマ |
| 前番組                                  | 番組名                                | 次番組                                |
| --------------------------------------- | ------------------------------------- | ------------------------------------- |
| Dr.アシュラ （2025年4月16日 - 6月25日） | 最後の鑑定人 （2025年7月9日 - ）      | -                                     |

### 書誌出典
1. ↑  “最後の鑑定人”. KADOKAWA. 2025年6月14日閲覧。
2. ↑  “最後の鑑定人”. KADOKAWA. 2025年6月13日閲覧。